# Get Back (canção de The Beatles)
"Get Back" é um canção da banda britânica The Beatles, composta por Paul McCartney e creditada como Lennon/McCartney. Foi gravada em parceria com Billy Preston e lançada em 11 de abril de 1969 como single (o primeiro single estéreo do grupo lançado nos Estados Unidos). Mais tarde tornou-se o fechamento do álbum Let It Be, essa música foi tocada ao vivo pela banda no telhado da Apple Records em 30 de janeiro de 1969.

## Certificações e vendas
| Região                                         | Certificação | Vendas     |
| ---------------------------------------------- | ------------ | ---------- |
| México                                         |              | 198,000    |
| Reino Unido (BPI)                              | Prata        | 530,000    |
| Estados Unidos (RIAA)                          | 2× Platina   | 2,000,000^ |
| Resumos                                        |              |            |
| Mundo                                          |              | 4,500,000  |
| ^distribuições baseadas apenas na certificação |              |            |